# Nattern-Plattschwanz
Der Nattern-Plattschwanz oder die Gelblippen-Seeschlange (Laticauda colubrina) zählt innerhalb der Familie der Giftnattern (Elapidae) zur Gattung der Plattschwänze (Laticauda). Erstmals wissenschaftlich beschrieben wurde die Art im Jahre 1799 von dem deutschen Naturwissenschaftler Johann Gottlob Schneider.

## Merkmale
Der Nattern-Plattschwanz hat einen zylindrischen, schlanken Körperbau, der Kopf ist oval und setzt sich kaum vom Körper ab. Das Tier erreicht eine Körperlänge zwischen 110 und 140 cm und ist auffällig gezeichnet. Die Grundfärbung liegt zwischen gelblich, weißlich blau und dunkelblau, während sich über den gesamten Körper relativ regelmäßig schwarze Querbänder ziehen. Die Kopfoberseite ist schwarz, die Schnauzenoberseite und -spitze ist gelblich oder entspricht der Grundfarbe. Zwischen Auge und Mundwinkel ist ein schwarzes Band zu erkennen, außerdem ist die Maulunterseite ebenfalls schwarz gefleckt und am Rand gestreift. Die schwarze Zeichnung des Kopfes kann in den ersten Querstreifen im Nacken übergehen oder mit ihm verbunden sein. Die Schwanzspitze ist vertikal flossenförmig abgeflacht.

## Lebensweise
Der Nattern-Plattschwanz ist nachtaktiv und hält sich am Tag oft außerhalb des Wassers in trockenen Spalten und Höhlen zwischen den Felsen der Küsten auf. Auch beim Klettern in kleinen Büschen wurde die Art bereits beobachtet. Laticauda colubrina dringt oft recht tief ins Inland von Inseln vor, auf den Salomonen hat er sich auf diese Weise im Brackwassersee Lake Te′Nggano etabliert. Damit ist er wohl die am stärksten am Land orientierte Seeschlange. Vermutlich kommt der Nattern-Plattschwanz auch zur Aufnahme von Süßwasser an Land. Er ernährt sich als Nahrungsspezialist von aalartigen Fischen. Zur Beute gehören auch solche, die durch Mimikry versuchen, Plattschwänze zu imitieren. Auf den Fidschi-Inseln konnte nachgewiesen werden, dass Weibchen größere Beutetiere fressen als Männchen, unabhängig von der Größe der Schlange. Ab Eintritt der Dämmerung machen sich die Tiere auf Nahrungssuche: Beutetiere werden mit dem Geruchssinn aufgespürt und mit einem Giftbiss gelähmt.
Nattern-Plattschwänze sind ovipare (eierlegende) Schlangen. Die Weibchen setzen ein Gelege im Umfang von 6 bis 20 Eiern am Strand ab, teilweise in Massenansammlungen.

## Schlangengift
Der Nattern-Plattschwanz besitzt vergleichsweise kleine, feststehende Giftzähne im vorderen Oberkiefer, über die bei einem Biss ein hochwirksames Gift abgegeben wird. Es setzt sich vor allem aus Neurotoxinen zusammen. Außerdem zeigt es myotoxische Eigenschaften und damit verbunden auch nierenschädigende Wirkung durch tote Muskelzellen.
Bisse können durchaus unbemerkt bleiben, da kaum lokale Reaktionen auftreten. Lebensbedrohliche Folgen können Kreislaufversagen oder Atemlähmung sein. Bissunfälle sind zwar nachgewiesen, jedoch aufgrund der nachtaktiven Lebensweise und sehr geringer Aggressivität äußerst selten.

## Vorkommen

Verbreitungsgebiet des Nattern-Plattschwanzes

Der Nattern-Plattschwanz ist in Ostindien und im westlichen Pazifischen Ozean verbreitet. Er ist von Sri Lanka über Südostasien bis nach Japan anzutreffen und dringt bis zu den Fidschi-Inseln vor. Die Art hält sich in Küstennähe und zumeist in Korallenriffen, Mangrovenwäldern und zwischen Felsen auf.

## Schutzstatus
Der Nattern-Plattschwanz ist – einschließlich seiner Haut – im Anhang D der EU-Artenschutzverordnung unter Schutz gestellt.